# Macrocheilus immanis
Macrocheilus immanis – gatunek chrząszcza z rodziny biegaczowatych, podrodziny Anthiinae i plemienia Helluonini.

## Taksonomia
Gatunek opisany został w 1920 roku przez Herberta Edwarda Andrewesa. Holotypem jest samiec.

## Opis
Chrząszcz ten osiąga 24,7 mm długości i 8,3 mm szerokości. Labrum wydłużone, z trzema parami szczecinek w pobliżu krawędzi. Bródka z oboma płatkami i ząbkami tęgimi, przy czym ząbki mniejsze są od płatków i nieregularnie oszczecinione w spodniej części podstawowej. Czwarty człon głaszczków szczękowych rozszerzony i gęsto oszczeciniony. Plamki na pokrywach duże, prawie kwadratowe, położone w pobliżu środka, zajmujące międzyrzędy od 2 do 7. Od podobnych M. niger, M. asteriscus różni się m.in. wielkością i kształtem plam na pokrywach.

## Występowanie
Gatunek ten jest endemitem Mjanmy (Birma).